# Thilo von Seebach
Thilo von Seebach (* 30. Juni 1890 in Leipzig; † 21. Oktober 1966 in Rösrath) war ein deutscher Vizeadmiral im Zweiten Weltkrieg.

## Kaiserliche Marine
Thilo entstammte dem alten thüringischen Adelsgeschlecht. Er besuchte das König-Albert-Gymnasium in seiner Heimatstadt und trat am 1. April 1909 als Seekadett in die Kaiserliche Marine (Crew 09) ein. Er absolvierte seine Grundausbildung auf dem Großen Kreuzer Freya, kam anschließend an die Marineschule Mürwik und wurde am 12. April 1910 zum Fähnrich zur See ernannt. Nachdem er seine Ausbildung abgeschlossen hatte, erfolgte am 1. Oktober 1911 seine Versetzung auf das Großlinienschiff Nassau sowie seine dortige Beförderung zum Leutnant zur See am 19. September 1912. Am 1. Oktober 1913 erfolgte seine Versetzung als Kompanieoffizier zur Stammabteilung der Matrosen-Artillerieabteilung Kiautschou und am 21. April 1914 verließ er Deutschland mit Ziel Tsingtau. Dort wurde Seebach zunächst als Wachoffizier auf dem Kanonenboot Iltis verwendet. Seebach verblieb auch nach Ausbruch des Ersten Weltkriegs bis zur Außerdienststellung des Bootes am 7. August 1914 an Bord. Er übernahm dann als Kommandeur die Batterie VIII der Landfront Tsingtau und ging als solcher nach der Belagerung Tsingtaus und der damit verbundenen Kapitulation der deutschen Truppen am 7. November 1914 in japanische Kriegsgefangenschaft. Seebachs Entlassung aus der Gefangenschaft erfolgte erst am zweiten Weihnachtsfeiertag 1919. Nach seiner Rückkehr nach Deutschland wurde er zunächst zur Verfügung gestellt, am 30. Januar 1920 zum Oberleutnant zur See befördert und bis 30. Mai 1920 beurlaubt. Seebach erhielt das Eiserne Kreuz II. Klasse, das Kolonialabzeichen sowie die Preußische Rettungsmedaille am Band.

## Reichsmarine
Man übernahm Seebach in die Reichsmarine, beförderte ihn am 7. Juli zum Kapitänleutnant und setzt ihn für ein knappes halbes Jahr als Kompanieführer im II. Bataillon des Küstenwehrregiments Wilhelmshaven ein. Nach der Umbildung des Verbandes war er in gleicher Funktion bis 28. Februar 1922 zunächst in der II. Abteilung, dann der I. Abteilung der Schiffsstammdivision der Nordsee tätig. Er kam dann als 3. Artillerieoffizier an Bord des Linienschiffes Braunschweig und verbrachte die Zeit vom 25. September 1923 bis 2. Oktober 1927 als Lehrer an der Küstenartillerieschule Wilhelmshaven. Anschließend folgten Verwendungen bis 3. September 1930 auf den Linienschiffen Schlesien als 2. Artillerieoffizier, als 1. Artillerieoffizier auf Schleswig-Holstein und Hannover sowie seine zwischenzeitliche Beförderung zum Korvettenkapitän am 1. Januar 1928. Darauf fungierte Seebach bis 24. September 1936 als Kommandeur der Küstenartillerieschule sowie zeitgleich als Leiter des Artillerie-Versuchskommandos Land.

## Kriegsmarine
Am 1. Januar 1933 wurde Seebach Fregattenkapitän und bereits kurz darauf am 1. Oktober 1934 Kapitän zur See. Vom 25. September 1936 bis 29. September 1937 befehligte er das Linienschiff Schlesien und war im Anschluss daran bis 29. März 1939 Kommandant der Befestigungen der pommerschen Küste. Als solcher wurde er am 1. Oktober 1938 zum Konteradmiral befördert. Nebendienstlich war er außerdem vom 23. Januar bis 2. April 1939 mit der Wahrnehmung der Geschäfte des Inspekteurs der Marineartillerie beauftragt, ehe er dann bis 31. März 1943 als Inspekteur die Inspektion der Marineartillerie leitete. Zeitgleich fungierte er vom 7. April 1940 bis 3. Juni 1941 als Küstenbefehlshaber westliche Ostsee und wurde als solcher am 1. Januar 1941 zum Vizeadmiral befördert. Nachdem man Seebach von seiner Funktion als Inspekteur entbunden hatte, wurde er bis 31. Mai 1943 zur Verfügung des Oberbefehlshabers der Kriegsmarine gestellt und dann verabschiedet. Ab 1. Juni erfolgte seine Weiterverwendung als z.V.-Offizier und man setzt Seebach als Artillerie-Inspizient beim Marineoberkommando Norwegen ein. In dieser Stellung erhielt er am 18. April 1945 das Deutsche Kreuz in Silber.

## Nachkriegszeit
Über das Kriegsende hinaus beließen die Alliierten Seebach auf seinem Posten, und er verantwortete bis Juli 1945 die Entmilitarisierung und Rückführung der deutschen Besatzungstruppen aus Norwegen zurück in die Heimat. Ab 2. Juli 1945 befand er sich dann in britischer Kriegsgefangenschaft, aus der er am 15. Oktober 1947 entlassen wurde.

## Familie
Am 4. Januar 1934 heiratete Seebach Geraldine Gräfin von Waldersee (1902–1986). Sie war die Enkelin von Friedrich Franz von Waldersee (1829–1902). Das Paar hatte drei Kinder.